# Hermann-Heinrich Behrend
Hermann-Heinrich Behrend (* 25. August 1898 in Perleberg; † 19. Juni 1987 in Soltau) war ein deutscher Generalmajor des Heeres im Zweiten Weltkrieg.

## Leben
Beförderungen
- 4. Januar 1916 Gefreiter
- 29. März 1916 Unteroffizier
- 19. Februar 1917 Fähnrich
- 13. April 1917 Leutnant (ohne Patent)
- 1. Januar 1924 Leutnant (Patent erhalten)
- 1. Februar 1926 Oberleutnant
- 1. September 1933 Hauptmann
- 25. November 1937 Charakter als Major
- 21. Januar 1939 Major der Reserve
- 1. März 1939 Major
- 1. September 1941 Oberstleutnant
- 1. März 1943 Oberst
- 17. April 1945 Generalmajor[1]

### Erster Weltkrieg
Behrend trat am 1. Juni 1915 als Kriegsfreiwilliger in das Füsilier-Regiment „Kaiser Wilhelm“ Nr. 90 ein. Im November 1915 erfolgte seine Versetzung zum Infanterie-Regiment „Herzog Karl von Mecklenburg-Strelitz“ (6. Ostpreußisches) Nr. 43. In diesem fungierte Behrend, über das Kriegsende hinaus, bis zu dessen Demobilisierung Ende Februar 1920 als Zug- und Kompanieoffizier sowie als Ordonnanzoffizier. Während dieser Zeit, besuchte Behrend von Mai bis August 1916 einen Offiziers-Aspiranten-Kurs in Döberitz sowie von Oktober bis Dezember 1919 die Korps-Kriegsschule in Gumbinnen. Zum 31. März 1920 schied Behrend im Range eines Leutnants (ohne Patent) aus dem Wehrdienst aus.

### Zwischenkriegsjahre
Am 1. Januar 1924 wurde Behrend von der Reichswehr reaktiviert und diente bis September 1929 im 1. Infanterie-Regiment. Während seiner dortigen Dienstzeit, erfolgten mehrere kurze Abkommandierungen zum Pionier-Bataillon 1 sowie zur Nachrichten-Abteilung 1. Ferner besuchte Behrend einen Waffenschullehrgang in Dresden. Zuletzt agierte er in seinem Regiment als Kompanieoffizier. Zum 1. Oktober 1930 erfolgte Behrends Versetzung zum 18. Infanterie-Regiment, wo er als Kompaniechef Verwendung fand. Gleiche Funktion übte er anschließend bis Mitte Oktober 1935 im Infanterie-Regiment Paderborn sowie im Infanterie-Regiment 64 der Wehrmacht aus. Zum 31. Januar 1937 schied Behrend, infolge eines erlittenen schweren Reitunfalls, aus dem aktiven Wehrdienst aus. Nach einer mehrmonatigen Genesungszeit wurde er, nunmehr als Zivilist, im März 1937 zum Abwehrbeauftragten des General-Kommandos III bei der Firma Rheinmetall ernannt. Später arbeitete er bis Anfang Januar 1939 bei der Borsig AG. Vom 3. Januar 1939 bis Ende Mai 1939 leistete er seine Probezeit als E-Offizier-Anwärter im Infanterie-Regiment 16. Am 1. Februar 1939 wurde Behrend bereits wieder im Heer angestellt und wurde im Zuge der Allgemeinen Mobilmachung am 25. August 1939 Kommandeur des I. Bataillons des Infanterie-Regiments 489.

### Zweiter Weltkrieg
Als Bataillonskommandeur dieses Regiments, wurde Behrend am 10. September 1941 an der Ostfront verwundet und kam nach seiner Genesung zunächst in die Führerreserve und von da aus zum Infanterie-Ersatz-Bataillon 458. Zum 20. Dezember 1941 wurde er zum Kommandeur der Gruppen Streifendienst beim Wehrmachtsbefehlshaber Ukraine ernannt, dessen Funktion er bis Juli 1942 innehielt. Anschließend wurde er im August 1942 zum Kommandeur des Streifendienstes beim Wehrmachtsbefehlshaber Norwegen ernannt sowie im Anschluss hieran im Dezember 1942 zum Kommandeur des Heeresstreifendienstes für den Reiseverkehr Mitte. Zum 1. Mai 1943 erneut in die Führerreserve versetzt, wurde Behrend am 25. Mai 1943 zum Kommandeur des Grenadier-Regiments 154 ernannt, welches er bis zum 20. Juni 1944, unterbrochen von einer Krankheit im Oktober 1943, führte. Am 20. Juni 1944 trat er erneut in die Führerreserve ein und wurde am 21. Juli 1944 zum Kommandeur des Grenadier-Regiments 529 ernannt. Nach dessen Zerschlagung im Raum Witebsk, wurde das Regiment im Juli 1944 der Divisionsgruppen 299 zugeordnet, dessen Kommandeur Behrend am 1. August 1944 wurde. Bereits zum 1. September 1944 wurde er Kommandeur des wieder aufgestellten Grenadier-Regiments 529, dessen Geschicke er aber Mitte Dezember 1944 wieder abgab. Erneut in die Führerreserve versetzt absolvierte Behrend vom 13. Februar bis 15. März 1945 den 17. Divisions-Lehrgang und sah sich anschließend erneut in die Führerreserve versetzt. Am 1. April 1945 wurde er mit der Führung der 490. Infanterie-Division beauftragt, dessen Kommandeur er am 17. April 1945 wurde. Die Division kämpfte unter seinen Kommando zunächst in Norddeutschland, später im Teutoburger Wald und zuletzt im Raum Sage. Am 8. Mai 1945 geriet Behrend in britische Kriegsgefangenschaft, wo er bis März 1946 Kommandeur der nach ihm benannten Kriegsgefangengruppe war. Am 15. Mai 1947 wurde er aus dieser entlassen.

## Auszeichnungen
- Eisernes Kreuz (1914) II. und I. Klasse am 9. Juni 1917 bzw. am 4. November 1918
- Verwundetenabzeichen (1914) in Schwarz
- Mecklenburgisches-Verdienstkreuz II. Klasse am 2. Januar 1918
- Wiederholungsspange zum Eisernen Kreuz 1914 (1939) II. und I. Klasse am 12. Mai 1940 bzw. am 10. Juni 1940
- Medaille Winterschlacht im Osten 1941/42
- Verwundetenabzeichen (1939) in Silber und Gold am 29. Juli 1942 bzw. am 2. Februar 1944
- Infanterie-Sturmabzeichen am 20. April 1943
- Ritterkreuz des Eisernen Kreuzes
  - Ritterkreuz am 15. Juli 1941
  - Eichenlaub am 6. März 1944 (421. Verleihung)
  - Schwerter am 26. April 1945 (ohne Nummer)
- Nennung im Wehrmachtbericht am 18. April 1945